# Бриџстон
Бриџстон (енгл. Bridgestone) је мултинационална корпорација која се бави прерадом гуме и каучука. Основao ју је Схојиро Исхибасхи (1889–1976), 1931. године у Курумеу, Јапан. Име Бриџстон долази од дословног превода речи ishibashi са јапанског на енглески, што значи камени мост (енгл. stone bridge).
Бриџстон је тренутно на првом месту на глобалном тржишту гума, испред Мишлена на другом, Гудјера на трећем и Континентала на четвртом месту. Од краја 2005. године, производна постројења која припадају Бриџстон групи су се повећала на 141 фабрику у 24 нације на свету. Да би достигли овај ниво глобализације, компаније је 2001. године установила нови сет корпорацијских правила.

## Историја

##### Порекло
Прву Бриџстон гуму је 9.априла 1930. године произвела јапанска компанија „Таби" Сокс Тире Дивизион (енгл. "Tabi" Socks Tire Division). Прескачући зависност од европске и северноамеричке технологије, Бридгестоне Тире Цо., Лтд. је усмерио своју пажњу на производњу гума засновану углавном на јапанској технологији. Нова компанија је у првим данима свог постојања искусила многе потешкоће у области технологије, производње и продаје. На крају су постигнута побољшања у квалитету и производним процесима што је довело до брзог ширења пословања на домаћем али и иностраним тржиштима.

##### Изазови током и после Другог светског рата
Ратни прописи били су на снази широм Јапана током Другог светског рата, а гуме су такође биле под јурисдикцијом ових прописа. То је довело до тога да се скоро сва производња компаније користи за задовољавање војне потражње. 1945. године окончан је оружани сукоб, али је предузеће било разорено ратом. Седиште у Токију је уништено током ваздушног бомбардовања, а сва прекоморска имовина је изгубљена. Фабрике у Курумеу и Јокохами остале су неоштећене, а производња је могла да се настави одмах након завршетка рата. Изостављајући проблеме изазване штрајком синдиката који је трајао четрдесет и шест дана, темељи компаније су након овога додатно ојачани.
После рата, компанија је почела да производи бицикле, а 1949. је основана Бриџстон Сајкл Компани (енгл. Bridgestone Cycle Company). Од 1952. године, произведени су први комплетни моторни бицикли, са мотором од 26 кубика. Године 1958. године, произведени су први Бриџстон мотоцикли од 50 кубика, али је главни приход компаније био снабдевање гумама конкурентским произвођачима мотоцикала као што су Хонда, Сузуки, Јамаха, а касније је одлучено да се обустави производња мотоцикала.
Године 1952. Исхибасхи је основао Бриџстон музеј уметности и лоцирао га на адреси: 10 Кјобасхи 1-цхоме, Цхуо-ку, Токио 104; Седиште компаније Бридгестоне Корпоратион (енгл. Bridgestone Corporation).

##### Технолошке иновације
Године 1951. Бриџстон је била прва компанија у Јапану која је почела да продаје гуме од рајон корда, а започет је и петогодишњи пројекат модернизације производних погона. Те године је такође отворена још једна зграда Бриџстона у Киобасхи, Токио, у којој се налазио Бриџстон музеј. Продаја је премашила десет милијарди јена 1953. године, стављајући Бриџстон на врх индустрије гума у Јапану, а у Курумеу су одржане прославе поводом 25. годишњице оснивања компаније.
Продаја најлонских гума започета је 1959. године, а рад је настављен изградњом нове фабрике у Токију, које је отворена 1960. године, како би се изборила са све већим потребама тржишта због раста моторизације.

##### Радијалне гуме и експанзија у иностранству
Компанија је емитовала акције и била је котирана на берзи од 1961. године. Схојиро Ишибаши као директор и Каничиро Ишибаши као председник увели су нови систем администрације. Као део преласка на административну реформу, усвојен је Демингов план у част В.Едвардса Деминга, који укључује свеукупне активности контроле квалитета, а компанији је 1968. године, додељена престижна Демингова награда.
Такође, у фабрици у Токију су 1962. године, изграђени додатни капацитети за смештај новог Техничког центра, и успостављен је систем истраживања и развоја. А на страни пласмана и продаје производа 1967. године, продата је прва радијална гума компаније РД10.
Прва Бриџстон фабрика у иностранству од краја рата отворена је у Сингапуру 1965. године, а производуња је такође започела на Тајланду 1969. године. 1960-те за Бриџстон су биле доба експанзије у иностранству које је такође укључивало оснивање Бриџстон Америка у Сједињеним Државама. Године 1967. Бриџстон Америка почиње да ради као продајна филијала Бриџстон-а у Сједињеним Америчким Државама.
На почетку периода економске стагнације Јапана, изазваног првим нафтним шоком, компанија је стављала још већи акценат на успостављање сопствене технологије за производњу радијалних гума, а такође је у то време дошло до отварања нових домаћих фабрика. Бриџстонов Супер Филер Радиал стављен је на тржиште 1978. године, а 1979. компанија је представила радијалну гуму високих перформанси Потенза, од инталијанске речи за моћ.
Компанија је у то време била активно ангажована у активностима ширења у иностранству. Поред покретања производње у Индонезији и Ирану 1976. године, такође је инвестирано у Тајванског произвођача гума и фабрику за разноврсне производе у Аустралији 1980. Оснивач Схојиро Исхибасхи умро је 11. септембра 1976. године.

1. марта 1981. године, компанија је прославила 50 година постојања. Истовремено, компанија је покренула активности на јачању матичне базе која је подржала стратегију ширења у иностранству са циљем да буде рангирана као један од три највећа светска произвођача гумених производа. Нови производни погони су такође успостављени у Тајланду, Индији, Пољској, Кини, Сједињеним Државама и другим земљама. Компанија је  променила име из Бриџстон Тире Цо., Лтд. у Бриџстон Корпоратион 1984. године.

## Спортска спонзорства

##### Формула 1
Бриџстон испоручује гуме за Формули 1 од 1997. године, иако је компанија једнократно производила гуме за Формулу 1 на ВН Јапана 1976. и 1977. године за јапанске учеснике као што су Казуиосхи Хосхино који је возио за Херос Рејсинг тим и Којима тим.
Јапанска компанија је одлучила да производи гуме за Формулу 1 од 1995. године, уз подршку генералног директора Иоицхиро Каизакија, са циљем да побољша вредност имена Бриџстон на европском тржишту, где су били знатно инфериорнији у поређењу са ривалима, као што је Мишелин. Иако је прво било планирано да уђе у шампионат у сезони 1998. године, ова одлука је померена унапред за годину дана, на 1997. годину, јер је инжењерска секција коју је водио Хирохиде Хамашима брзо напредовала. Тако је Хироши Јасукава, генерални директор одељења моторспорта, такође на најбољи начин искористио искуство и мрежу у Европи из Бриџстонове европске Формула 2 ере (1981-1984) и одмах конструисао логистику за Формулу 1.
Прву титулу су освојили већ у својој другој сезони, 1998. године, Мика Хакинен и Мекларен Мерцедес. Корисници Бриџстон гума освојили су пет шампионата возача и пет шампионата конструктора (1998, 2001-2004) такмичећи се у периоду (1997-1998) са Гудјиром и Мишелином у период од (2001-2006). У овом периоду посебно је добро функционисала сарадња са Скудеријом Ферари и Михаелом Шумахером.
Од 2008. до 2010. године, Бриџстон је требало да буде једини добављач гума за ФИА Светско првенство Формуле 1. Међутим, пошто је Мишелин одлучио да заврши свој програм гума Формуле 1 на крају сезоне 2006., сви тимови су користили Бриџстон гуме од сезоне 2007. до сезоне 2010. године.
2. Новембра 2009. године, Бридџстон је објавио да неће обновити свој уговор о испоруци гума за тимове Формуле 1 након 2010. Компанија је рекла да се „решава утицаја континуиране еволуције пословног окружења". Пирели је у јуну 2010. најавио да ће служити као једини добављач гума у сезони 2011. године.
| Позиција | Произвођач  | Сезона      | Стартови | Победе | Једини добављач | Шампионат возача | Шампионат Конструктора |
| -------- | ----------- | ----------- | -------- | ------ | --------------- | ---------------- | ---------------------- |
| 3        | Bridgestone | 1976 – 2010 | 244      | 175    | 116             | 11               | 11                     |
| 6        | Firestone   | 1950–1975   | 121      | 49     | 11              | 3                | 3                      |

##### Трке спортских и туристичких аутомобила
Током 1980-их и 1990-их, Бриџстон је испоручивао гуме за спортске прототипове Ле Ман серије, и то тимовима Нисмо и Том, уз подршку јапанских приозвођача аутомобила Нисан и Тојота. Почетком 1990-их, Бриџстон се проширио на Мерцедес-АМГ, који је ушао у ДТМ, а касније у Ле Ман и ФИА ГТ шампионат. Бренд је напустио међународне трке спортских аутомобила 2000. године, али је остао један од главних добављача у јапанским Супер ГТ и Супер Таикиу шампионатима.

##### Moтоциклизам
Године 2002, Бриџстон је ушао у главну класу МотоГП трка Гранд При мотоциклиста. Од 2009. до 2015. био је ексклузивни добављач гума за шампионат и достигао је врхунац од 100 победа у МотоГП-у 2012. Деветоструки светски шампион Валентино Роси је био "Бриџстон Тире Адвисер" након што је освојио две МотоГП титуле на Бриџстон гумама у 2008. и 2009. години. 
У мају 2014, Бриџстон је најавио да ће напустити МотоГП на крају сезоне 2015.

##### Остали спортови
Бриџстон је званична гума Националне хокејашке лиге и Олимпијских игара. Поред тога, то је главни спонзор НХЛ-овог водећег догађаја, Винтер Класик игре на отвореном. Године 2010. Бриџстон је стекао права на именовање матичног места НХЛ-а Нешвил Предаторса назвавши га Бриџстон ареном. Они су и главни спонзор Копа Либертадорес, највећег такмичења јужноамеричког клупског фудбала. Били су и главни спонзор Копа Судамерикане од 2011. до 2013. године.